# Halowe Mistrzostwa Europy w Lekkoatletyce 1981 – skok o tyczce mężczyzn
Skok o tyczce mężczyzn – jedna z konkurencji technicznych rozgrywanych podczas halowych lekkoatletycznych mistrzostw Europy w Palais des Sports w Grenoble. Rozegrano od razu finał 22 lutego 1981. Zwyciężył reprezentant Francji Thierry Vigneron, który skokiem na wysokość 5,70 m wyrównał należący do Konstantina Wołkowa nieoficjalny halowy rekord świata. Tytułu zdobytego na poprzednich mistrzostwach nie bronił Konstantin Wołkow ze Związku Radzieckiego.

## Rezultaty

### Finał
Rozegrano od razu finał, w którym wzięło udział 21 skoczków.

Opracowano na podstawie materiału źródłowego.
| Miejsce | Zawodnik             | Wynik | Uwagi |
| ------- | -------------------- | ----- | ----- |
| 1       | Thierry Vigneron     | 5,70  | =     |
| 2       | Aleksandr Krupski    | 5,65  |       |
| 3       | Jean-Michel Bellot   | 5,65  |       |
| 4       | Patrick Desruelles   | 5,60  |       |
| 5       | Mariusz Klimczyk     | 5,55  |       |
| 6       | Philippe Houvion     | 5,55  |       |
| 7       | Władimir Polakow     | 5,55  |       |
| 8       | Atanas Tyrew         | 5,50  |       |
| 9       | Brian Hooper         | 5,45  |       |
| 10      | Aleksandr Czerniajew | 5,35  |       |
| 11      | Günther Lohre        | 5,35  |       |
| 12      | Rauli Pudas          | 5,35  |       |
| 13      | Iwo Janczew          | 5,35  |       |
| 14      | Miro Zalar           | 5,35  |       |
| 15      | Tapani Haapakoski    | 5,25  |       |
| 16      | Roger Oriol          | 5,25  |       |
| 17      | Petr Habel           | 5,15  |       |
| –       | Zbigniew Matyka      | NM    |       |
| –       | Bernd Müller         | NM    |       |
| –       | Ilkka Pekkala        | NM    |       |
| –       | Keith Stock          | NM    |       |